# ホバート・アルター
ホバート・アルター（Hobart "Hobie" Alter、1933年10月31日 - 2014年3月29日）は、アメリカ合衆国のサーフボード、セーリングの開発者であり、Hobie Catの製作者。Hobieの創業者。ドイツ系アメリカ人。